# Pylajmenes
Pylajmenes (gr.: Πυλαιμένης, Pylaiménēs) – mityczny król Paflagończyków.
Jako trojański sprzymierzeniec dowodził armią Paflagończyków podczas wojny trojańskiej. Został zabity w bitwie z ręki Menelaosa ze Sparty.  Miał ze sobą syna zwanego Harpalion, który zginął z ręki Merionesa, syna Molosa.  Śmierć Pylajmenesa została przedstawiona w V pieśni, pomimo to wystąpił w orszaku żałobnym syna w XIII pieśni. Jest to słynna pomyłka w Iliadzie, zauważona już przez komentatorów starożytnych. Homer nie dostarczył żadnych informacji o jego pochodzeniu. Inni późniejsi mitografowie wymieniają jako jego ojca, Bisaltesa (Apollodor z Aten z II/III w. n.e., Biblioteka) lub Meliusa (Diktys Kreteńczyk z II/III w, n.e.?, Wojna trojańska). Większość współczesnych uczonych przychyla się za pierwszym imieniem. 